# Паткино (городской округ Озёры)
Па́ткино — деревня в городском округе Озёры Московской области России.
До 2015 года относилась к сельскому поселению Бояркинское, до муниципальной реформы 2006 года — деревня Горского сельского округа. Известна с XVI века.

## Население
| 1852 | 1859 | 1890 | 1926 | 2002 | 2006 | 2010 | 2015 |
| ---- | ---- | ---- | ---- | ---- | ---- | ---- | ---- |
| 80   | ↗128 | ↗143 | ↘135 | ↘9   | ↘2   | ↗195 | ↘14  |

## Расположение
- В двух километрах от деревни проходит дорога Коломна — Озёры
- Расположено в 3 км от платформы 30-й км малодеятельного участка Московской железной дороги Голутвин — Озёры
- Расстояние от административного центра района — города Озёры
  - 5,5 км на юг от деревни
  - 8,2 км по дороге от границы деревни
- От Озёр до Паткино можно доехать на автобусе № 22 и 55.

## История
Деревня известна с XVI века. Впервые упоминается в «Писцовой книге Московского государства» в Большом Микулинском стане в 1578 году. На территории деревни стояла деревянная барская усадьба.
С апреля 1931 года учреждён колхоз имени Ворошилова. Через 20 лет колхоз включен в укрупненный колхоз имени Сталина, центр с. Бояркино. В 1958 году деревня включена в Бояркинское отделение совхоза «Озеры», с апреля 1987 года — во вновь образованный совхоз «Полесье».
В лесах к западу от Паткино велась активная разработках торфяных месторождений на болотах и существовала однопутная железная дорога. С 80-х годов XX века местные жители начали покидать деревню.
Происхождение названия деревни (на старых картах деревня именуется иногда "Потокино") связывают с тем, что деревня находится в низком месте, а также с большим количеством ручьев и лощин в окрестностях.

## Дорога в Паткино
С начала 90-х годов планируется строительство асфальтовой дороги, которая соединит деревню с дорогой Коломна — Озёры. В 2009—2010 гг. силами местных жителей часть дороги была усыпана щебнем и шлаком. В 2014—2015 гг. дорога была улучшена в рамках проекта "Грунтовые дороги" губернаторской программы "Наше Подмосковье".

## Интересные факты
- К северу от деревни Паткино находится поселок Леспромхоз, который часто именуют Паткино. В 2007 году там была возведена Церковь-часовня Димитрия Солунского. Приписана к храму в Белых Колодезях.

- Со времен Российской Империи сохранились вырытые крестьянами пруды и масштабная система водоотвода. Рукотворные каналы идут по полям и лесам, способствуя оттоку весенних вод.
- С 2020 года рядом с деревней находится новое муниципальное кладбище.